# Гајић (Драж)
Гајић је насељено место у Барањи, у саставу општине Драж, Осјечко-барањска жупанија, Република Хрватска.

## Становништво
На попису становништва 2011. године, Гајић је имао 294 становника.

## Попис1991.
На попису становништва 1991. године, насељено место Гајић је имало 517 становника, следећег националног састава:
| Попис 1991.‍  | Попис 1991.‍  | Попис 1991.‍ | Попис 1991.‍ | Попис 1991.‍ |
| ------------ | ------------ | ----------- | ----------- | ----------- |
|              |              |             |             |             |
| Хрвати       | Хрвати       |             | 409         | 79,11%      |
| Мађари       | Мађари       |             | 75          | 14,50%      |
| Југословени  | Југословени  |             | 10          | 1,93%       |
| Муслимани    | Муслимани    |             | 7           | 1,35%       |
| Срби         | Срби         |             | 6           | 1,16%       |
| Немци        | Немци        |             | 4           | 0,77%       |
| Пољаци       | Пољаци       |             | 1           | 0,19%       |
| неопредељени | неопредељени |             | 3           | 0,58%       |
| непознато    | непознато    |             | 2           | 0,38%       |
| укупно: 517  |              |             |             |             |